# Amir Talai
Amir Talai (ur. 24 czerwca 1977 w San Francisco) – irańsko-amerykański aktor i komik.

## Filmografia
- 2001: Nash Bridges jako Khalid Dib
- 2002: Plugged In jako Customer
- 2002: Hum jako Simon Gould
- 2002: MADtv jako Indian
- 2003: 10-8: Officers on Duty jako Gang Member
- 2003: Legalna blondynka 2 jako Associate
- 2003–2004: The Tonight Show jako różne postacie
- 2004: The Florist jako Masood
- 2004: Jimmy Kimmel Live! jako Iracki Simon Cowell
- 2004: Adventures in Homeschooling jako Baliotis
- 2004: Listopad jako George
- 2004: Agenci NCIS jako Simi
- 2004: Homeland Security jako Babir Alkazar
- 2004: Bez skazy jako dr Hamir Gindi
- 2004: Jihad jako Mohammad
- 2004: One Night Stand Up jako Mahesh Suresh
- 2005: Kochane kłopoty jako Patel Chandrasekhar
- 2005: Wielki powrót jako Greg Narayan
- 2005: Pohamuj entuzjazm jako Waiter
- 2005: Dowody zbrodni jako Malvinder Khatani - 1999, 2005
- 2005: Miłość z o.o. jako Patrick
- 2005: Family Guy jako Hindu Man / Wedding Priest
- 2006: The Minor Accomplishments of Jackie Woodman jako Kai
- 2006: Studio 60 jako Fred
- 2006: More, Patience jako Hypochondriac
- 2006: Hannah Montana jako Sanjay
- 2006: W pogoni za szczęściem jako Clerk
- 2006–2007: Campus Ladies jako Abdul
- 2007: The Winner jako Richard
- 2007: Fighting Words jako Ralphie
- 2008: Hollywood Residential jako IRS Agent Tom Scully
- 2008–2010: Amerykański tata jako Achmed / Crowd Member / John Leguizamo / Różne postacie
- 2008–2011: Lista ex jako Cyrus
- 2008: Wiadomości bez cenzury jako Ahman
- 2008: Harold i Kumar uciekają z Guantanamo jako Raza
- 2009: Jak poznałem waszą matkę jako Richard Greenleaf
- 2009: Czarodzieje z Waverly Place jako Alien
- 2010: Zeke i Luther jako Dex Bratner
- 2010: Svetlana jako Farhad Golastani
- 2010: Fractalus jako Lee
- 2010: Współczesna rodzina jako Dale
- 2011: Wymiatacz jako Wendell
- 2011: The Paul Reiser Show jako Amir
- 2011: Ja w kapeli jako Avi Potel
- 2011: Love Bites jako Aram
- 2011: Kung Fu Panda: Legends of Awesomeness jako Crane
- 2012: What to Expect When You’re Expecting jako Patel
- 2024: Hazbin Hotel(inne języki) jako Alastor

### Gry komputerowe (Role)
- 2001: The Sims: Randka
- 2006: Full Spectrum Warrior: Ten Hammer
- 2006: Titan Quest
- 2006: Company of Heroes
- 2006: Tom Clancy’s Splinter Cell: Double Agent jako dodatkowe postacie
- 2006: The Sopranos: Road to Respect jako dodatkowe postacie
- 2007: Titan Quest: Immortal Throne
- Kung Fu Panda 2